# 王裕 (明朝)
王裕，江西金溪县人，明朝政治人物、进士出身。

## 生平
宣德二年（1427年）丁未科二甲第三名进士。宣德七年，授任监察御史。